# Palais Royal-Musée du Louvre metróállomás
A Palais Royal-Musée du Louvre egy metróállomás Franciaországban, Párizsban a párizsi metró 1-es és 7-es metróvonalakon.

## Metróvonalak
Az állomást az alábbi metróvonalak érintik:
- 1-es metróvonal
- 7-es metróvonal

## Kapcsolódó állomások
A metróállomáshoz az alábbi állomások vannak a legközelebb:
- Louvre – Rivoli (Château de Vincennes, 1-es metróvonal)
- Tuileries (La Défense, 1-es metróvonal)
- Pont Neuf (Villejuif – Louis Aragon, Mairie d’Ivry, 7-es metróvonal)
- Pyramides (La Courneuve – 8 Mai 1945, 7-es metróvonal)